# Дадашидзе, Илья Юрьевич
Илья Юрьевич Дадашидзе (11.09.1942, Баку, Азербайджанская ССР — 16.09.2001, Москва, Россия) — поэт и журналист, член Координационного совета Союза российских писателей и исполнительного комитета российского ПЕН-центра. Переводил на русский язык стихи грузинских поэтов, писал критические статьи, сотрудничал с российскими журналами. Последние девять лет жизни он работал на Радио Свобода: был корреспондентом Московского бюро и вел собственную правозащитную программу «Человек имеет право». Старший брат поэта Дмитрия Дадашидзе (1946—2010).

## Биография
Окончил филологический факультет Азербайджанского государственного университета. Работал в журнале «Литературный Азербайджан». Занимался переводами на русский язык произведений грузинских поэтов. В 1982 году в Тбилиси в издательстве «Мерани» вышла книга его стихов и переводов «Ревность по дому» с предисловием Беллы Ахмадулиной. С 1992 года Илья Дадашидзе работал на Радио Свобода, где вел передачи «И мы там пили мед», «Человек имеет право», «Поверх барьеров» и другие. Был корреспондентом Московского бюро.
В 1995 году «Новый Мир» напечатал подборку его стихотворений под названием «И шелестят нестройные оливы».
Илья Дадашидзе умер в ночь на 16 сентября 2001 года от сердечного приступа. Остался незаконченным авторский цикл его передач на Радио Свобода «И мы там пили мед. Деятели российской культуры о веке 20-м и о себе».. Изданная посмертно в 2003, книга «Всего лишь гость» включила в себя стихи, переводы, статьи, интервью и радиопередачи Ильи Дадашидзе, а также воспоминания и письма друзей автора.

## Список произведений
- Ревность по дому (Тбилиси: Мерани, 1982)
- И шелестят нестройные оливы (Москва: Новый Мир, 1995)
- Всего лишь гость (Москва: Human Rights Publishers, 2003)

## Переводы
- Галактион Табидзе. Стихотворения (Ленинград: Советский писатель, 1983).
- Тициан Табидзе. Автопортрет: избранные стихотворения и поэмы (Санкт-Петербург: Всемирное слово, 1995).